# Apatemyia bicolor
Apatemyia bicolor là một loài ruồi trong họ Tachinidae.